# Cantone di Cadalen
Il Cantone di Cadalen era una divisione amministrativa dell'arrondissement di Albi.
È stato soppresso a seguito della riforma complessiva dei cantoni del 2014, che è entrata in vigore con le elezioni dipartimentali del 2015.
Comprendeva i comuni di:
- Aussac
- Cadalen
- Fénols
- Florentin
- Labessière-Candeil
- Lasgraisses
- Técou